# Yolina sima
Yolina sima är en skalbaggsart som först beskrevs av Omer-cooper 1965.  Yolina sima ingår i släktet Yolina och familjen dykare. Inga underarter finns listade i Catalogue of Life.